# Kattendorf
Kattendorf er en by og kommune i det nordlige Tyskland, beliggende i Amt Kisdorf i den vestlige del af Kreis Segeberg. Kreis Segeberg ligger i den sydøstlige del af delstaten Slesvig-Holsten.

## Geografi
Ligger omkring fire kilometer øst for Kaltenkirchen. Omkring fem km mod vest går motorvejen A 7 fra Hamborg mod Slesvig og nord for kommunen går Bundesstraße B 206 fra Itzehoe mod Bad Segeberg.